# Restrição holonômica
Na mecânica clássica, restrições holonômicas  são relações entre as variáveis de posição (e, possivelmente, de tempo), que podem ser expressas da seguinte forma:
{\displaystyle f(q_{1},q_{2},q_{3},\ldots ,q_{n},t)=0}, onde {\displaystyle \{q_{1},q_{2},q_{3},\ldots ,q_{n}\}} são as n coordenadas que descrevem o sistema. Por exemplo, o movimento de uma partícula restrito a permanecer na superfície de uma esfera está sujeito a restrições holonômicas, mas se a partícula é capaz de cair fora da esfera sob a influência da gravidade, a restrição torna-se não-holonômica.
Restrições dependentes de velocidade, tais como
{\displaystyle f(q_{1},q_{2},...,q_{n},{\dot {q}}_{1},{\dot {q}}_{2},...,{\dot {q}}_{n},t)=0},
geralmente não são holonômicas.

## Sistema holonômico (física)
Na mecânica clássica, um sistema pode ser definido como holonômico se todas as restrições do sistema forem holonômicas. Para uma restrição ser holonômica ela deve ser expressa como uma função:
{\displaystyle f(x_{1},\ x_{2},\ x_{3},\ \dots ,\ x_{N},\ t)=0,\,}
isto é, uma restrição holonômica depende apenas das coordenadas {\displaystyle x_{j}\,\!} e do tempo {\displaystyle t\,\!}. Ela não depende da velocidade ou de qualquer derivada de ordem superior com relação a t. Uma restrição que não pode ser expressa na forma acima é um restrição não-holonômica.

### Transformação para coordenadas generalizadas independentes
As equações de restrições holonômicas podem nos ajudar a remover facilmente algumas das variáveis dependentes em nosso sistema. Por exemplo, se quisermos remover {\displaystyle x_{d}\,\!}, que é um parâmetro na equação de restrição {\displaystyle f_{i}\,\!} podemos reordenar a equação da seguinte forma, supondo que isso possa ser feito,
{\displaystyle x_{d}=g_{i}(x_{1},\ x_{2},\ x_{3},\ \dots ,\ x_{d-1},\ x_{d+1},\ \dots ,\ x_{N},\ t),\,}
e substituir o {\displaystyle x_{d}\,\!} em cada equação do sistema usando a função acima. Isto sempre pode ser feito em sistemas físicos em geral, desde que {\displaystyle f_{i}\,\!} seja {\displaystyle C^{1}\,\!} e então pelo teorema da função implícita, a solução {\displaystyle g_{i}\,} é garantida em algum conjunto aberto. Assim, é possível remover todas as ocorrências da variável dependente {\displaystyle x_{d}\,\!}.
Suponha que um sistema físico tenha {\displaystyle N\,\!} graus de liberdade. Agora, {\displaystyle h\,\!} restrições holonômicas são impostas sobre o sistema. Neste caso, o número de graus de liberdade é reduzido para {\displaystyle m=N-h\,\!}. Isso quer dizer que podemos usar {\displaystyle m\,\!} coordenadas generalizadas independentes ({\displaystyle q_{j}\,\!}) para descrever completamente o movimento do sistema. A equação de transformação pode ser expressa da seguinte forma:
{\displaystyle x_{i}=x_{i}(q_{1},\ q_{2},\ \dots ,\ q_{m},\ t)\ ,\qquad \qquad \qquad i=1,\ 2,\ \dots N.\,}

### Forma diferencial
Considere a seguinte forma diferencial da equação de restrição:
{\displaystyle \sum _{j}\ c_{ij}dq_{j}+c_{i}dt=0;\,}
onde cij, ci são os coeficientes dos diferenciais dqj e dt para a iésima restrição.
Se a forma diferencial é integrável, isto é, se existe uma função {\displaystyle f_{i}(q_{1},\ q_{2},\ q_{3},\ \dots ,\ q_{N},\ t)=0\,\!} satisfazendo a igualdade
{\displaystyle df_{i}=\sum _{j}\ c_{ij}dq_{j}+c_{i}dt=0,\,}
então esta restrição é uma restrição holonômica; caso contrário, é não-holonômica. Portanto, todas as restrições holonômicas e algumas não-holonômicas podem ser expressas utilizando a forma diferencial. Nem todas as restrições não-holonômicas podem ser expressas desta forma. Exemplos de restrições não-holonômicas que não podem ser expressas desta forma são aquelas que são dependentes de velocidades generalizadas. Com uma equação de restrição na forma diferencial, se a restrição é holonômica ou não-holonômica depende da integrabilidade da forma diferencial.

### Classificação de sistemas físicos
Para estudar a física clássica de uma forma rigorosa e metódica, temos que classificar sistemas. Com base na discussão anterior, podemos classificar os sistemas físicos em sistemas holonômicos e sistemas não-holonômicos. Uma das condições para a aplicabilidade de muitos teoremas e equações é que o sistema tem de ser holonômico. Por exemplo, se um sistema físico é holonômico e monogênico, então o princípio de Hamilton é condição necessária e suficiente para a correção da equação de Lagrange.

### Exemplos

Um pêndulo simples

Como mostrado à direita, um pêndulo simples é um sistema composto de um peso e um fio. O fio é preso na extremidade superior por um pivô e na extremidade inferior a um peso. Sendo inextensível, o comprimento do fio é constante. Portanto, este sistema é holonômico; ele obedece à restrição holonômica
{\displaystyle {x^{2}+y^{2}}-L^{2}=0,}
onde {\displaystyle (x,\ y)\,\!} é a posição do peso e {\displaystyle L\,\!} é o comprimento do fio.
As partículas de um corpo rígido obedecem a restrição holonômica
{\displaystyle (\mathbf {r} _{i}-\mathbf {r} _{j})^{2}-L_{ij}^{2}=0,\,}
onde {\displaystyle \mathbf {r} _{i}\,\!}, {\displaystyle \mathbf {r} _{j}\,\!} são, respectivamente, as posições das partículas {\displaystyle P_{i}\,\!} e {\displaystyle P_{j}\,\!}, e {\displaystyle L_{ij}\,\!} é a distância entre elas.